# Newfield, Chester-le-Street
Newfield är en by i unparished area Chester-le-Street, i kommunen Durham i grevskapet Durham, i England. Byn är belägen 10 km från Durham. Byn hade 1 529 invånare år 2021.